# أوراكاوا
أوراكاوا (باليابانية: 浦河町) هي بلدية في اليابان، وبلدة في اليابان، تقع في Hidaka Subprefecture ‏ ، وهي عاصمتها، بلغ عدد سكانها 12,521 نسمة وذلك حسب إحصائيات سنة 2018.

## المناخ
يظهر الجدول التالي التغييرات المناخية على مدار السنة لأوراكاوا:
| البيانات المناخية لـأوراكاوا                           | البيانات المناخية لـأوراكاوا | البيانات المناخية لـأوراكاوا | البيانات المناخية لـأوراكاوا | البيانات المناخية لـأوراكاوا | البيانات المناخية لـأوراكاوا | البيانات المناخية لـأوراكاوا | البيانات المناخية لـأوراكاوا | البيانات المناخية لـأوراكاوا | البيانات المناخية لـأوراكاوا | البيانات المناخية لـأوراكاوا | البيانات المناخية لـأوراكاوا | البيانات المناخية لـأوراكاوا | البيانات المناخية لـأوراكاوا |
| الشهر                                                  | يناير                        | فبراير                       | مارس                         | أبريل                        | مايو                         | يونيو                        | يوليو                        | أغسطس                        | سبتمبر                       | أكتوبر                       | نوفمبر                       | ديسمبر                       | المعدل السنوي                |
| ------------------------------------------------------ | ---------------------------- | ---------------------------- | ---------------------------- | ---------------------------- | ---------------------------- | ---------------------------- | ---------------------------- | ---------------------------- | ---------------------------- | ---------------------------- | ---------------------------- | ---------------------------- | ---------------------------- |
| الدرجة القصوى °م (°ف)                                  | 10.9 (51.6)                  | 10.9 (51.6)                  | 16.5 (61.7)                  | 21.0 (69.8)                  | 23.5 (74.3)                  | 27.2 (81.0)                  | 28.9 (84.0)                  | 31.2 (88.2)                  | 29.9 (85.8)                  | 23.7 (74.7)                  | 19.1 (66.4)                  | 14.3 (57.7)                  | 31.2 (88.2)                  |
| متوسط درجة الحرارة الكبرى °م (°ف)                      | 0.7 (33.3)                   | 0.9 (33.6)                   | 3.9 (39.0)                   | 8.8 (47.8)                   | 13.0 (55.4)                  | 16.4 (61.5)                  | 20.2 (68.4)                  | 23.0 (73.4)                  | 20.9 (69.6)                  | 15.9 (60.6)                  | 9.5 (49.1)                   | 3.6 (38.5)                   | 11.4 (52.5)                  |
| المتوسط اليومي °م (°ف)                                 | −2.5 (27.5)                  | −2.4 (27.7)                  | 0.5 (32.9)                   | 5.0 (41.0)                   | 9.3 (48.7)                   | 13.1 (55.6)                  | 17.2 (63.0)                  | 19.9 (67.8)                  | 17.3 (63.1)                  | 12.0 (53.6)                  | 5.9 (42.6)                   | 0.2 (32.4)                   | 8.0 (46.3)                   |
| متوسط درجة الحرارة الصغرى °م (°ف)                      | −5.9 (21.4)                  | −5.9 (21.4)                  | −2.8 (27.0)                  | 1.6 (34.9)                   | 5.9 (42.6)                   | 10.3 (50.5)                  | 14.8 (58.6)                  | 17.4 (63.3)                  | 13.9 (57.0)                  | 8.0 (46.4)                   | 2.2 (36.0)                   | −3 (27)                      | 4.7 (40.5)                   |
| أدنى درجة حرارة °م (°ف)                                | −15.5 (4.1)                  | −14.8 (5.4)                  | −13.1 (8.4)                  | −8.1 (17.4)                  | −2.5 (27.5)                  | 2.3 (36.1)                   | 6.5 (43.7)                   | 8.9 (48.0)                   | 1.9 (35.4)                   | −1.3 (29.7)                  | −7.9 (17.8)                  | −13.1 (8.4)                  | −15.5 (4.1)                  |
| الهطول مم (إنش)                                        | 36.9 (1.45)                  | 24.4 (0.96)                  | 49.1 (1.93)                  | 75.6 (2.98)                  | 121.2 (4.77)                 | 88.3 (3.48)                  | 145.5 (5.73)                 | 159.9 (6.30)                 | 140.9 (5.55)                 | 99.3 (3.91)                  | 80.7 (3.18)                  | 50.5 (1.99)                  | 1٬072٫3 (42.23)              |
| متوسط تساقط الثلوج سم (إنش)                            | 48 (19)                      | 37 (15)                      | 22 (8.7)                     | 2 (0.8)                      | 0 (0)                        | 0 (0)                        | 0 (0)                        | 0 (0)                        | 0 (0)                        | 0 (0)                        | 6 (2.4)                      | 32 (13)                      | 147 (58.9)                   |
| متوسط أيام هطول الأمطار (≥ 0.5 mm)                     | 12.2                         | 8.8                          | 11.0                         | 11.1                         | 11.6                         | 9.5                          | 12.0                         | 11.0                         | 11.8                         | 11.6                         | 15.1                         | 14.0                         | 139.7                        |
| متوسط الرطوبة النسبية (%)                              | 65                           | 67                           | 71                           | 77                           | 83                           | 89                           | 91                           | 89                           | 83                           | 74                           | 68                           | 64                           | 77                           |
| ساعات سطوع الشمس الشهرية                               | 139.5                        | 162.3                        | 194.2                        | 185.7                        | 189.3                        | 145.6                        | 109.5                        | 137.5                        | 159.5                        | 174.9                        | 122.1                        | 114.1                        | 1٬834٫2                      |
| المصدر #1: Japan Meteorological Agency (precipitation) |                              |                              |                              |                              |                              |                              |                              |                              |                              |                              |                              |                              |                              |
| المصدر #2: Japan Meteorological Agency                 |                              |                              |                              |                              |                              |                              |                              |                              |                              |                              |                              |                              |                              |

## أعلام
- هاس سيشو
- شاين ويليامسون